# Shawneeland
Shawneeland – jednostka osadnicza w Stanach Zjednoczonych, w stanie Wirginia, w hrabstwie Frederick.